# Drung Kashiwa Rinchen Pel
| Tibetische Bezeichnung                                  |
| ------------------------------------------------------- |
| Wylie-Transliteration: drung dka' bzhi ba rin chen dpal |
| Chinesische Bezeichnung                                 |
| Vereinfacht: 仲•噶玉哇•仁钦贝                           |
| Pinyin:Zhong Gayuwa Renqin Bei                          |

Drung Kashiwa Rinchen Pel (tib. drung dka' bzhi ba rin chen dpal; geb. 1350 im Gebiet von Gyarong (heute Ngawa, Sichuan); gest. 1435) war ein bedeutender Vertreter der Jonang-Schule des tibetischen Buddhismus. Er ist der Gründer des Klosters Chöje Gön (chos rje dgon) in Dzamthang (’dzam thang; in Ngawa, Sichuan) in der osttibetischen Region Kham, eines der ältesten Jonang-Klöster.
Er soll unter anderem ein Schüler mehrerer berühmter Dölpopa-Schüler sowie des Sakya-Meisters Lama Changchub Sengge (bla ma byang chub seng ge; 1250 – ?) gewesen sein.
Er ging 1367 zu Studien nach Zentraltibet und kehrte 1379 zur Verbreitung der Jonang-Lehre in seine Heimat zurück; 1408 wurde ihm vom Yongle-Kaiser (Ming Chengzu) der Titel eines hongjiao chanshi verliehen. 1419 reiste er an den Ming-Kaiserhof in Peking.
Sein Nachfolger war Gyelwa Sangpo (rgyal ba bzang po; 1419–1493), der im Raum Dzamthang, Barkham und Ngawa über hundert Klöster gegründet haben soll.